# Władysław Maciejewski

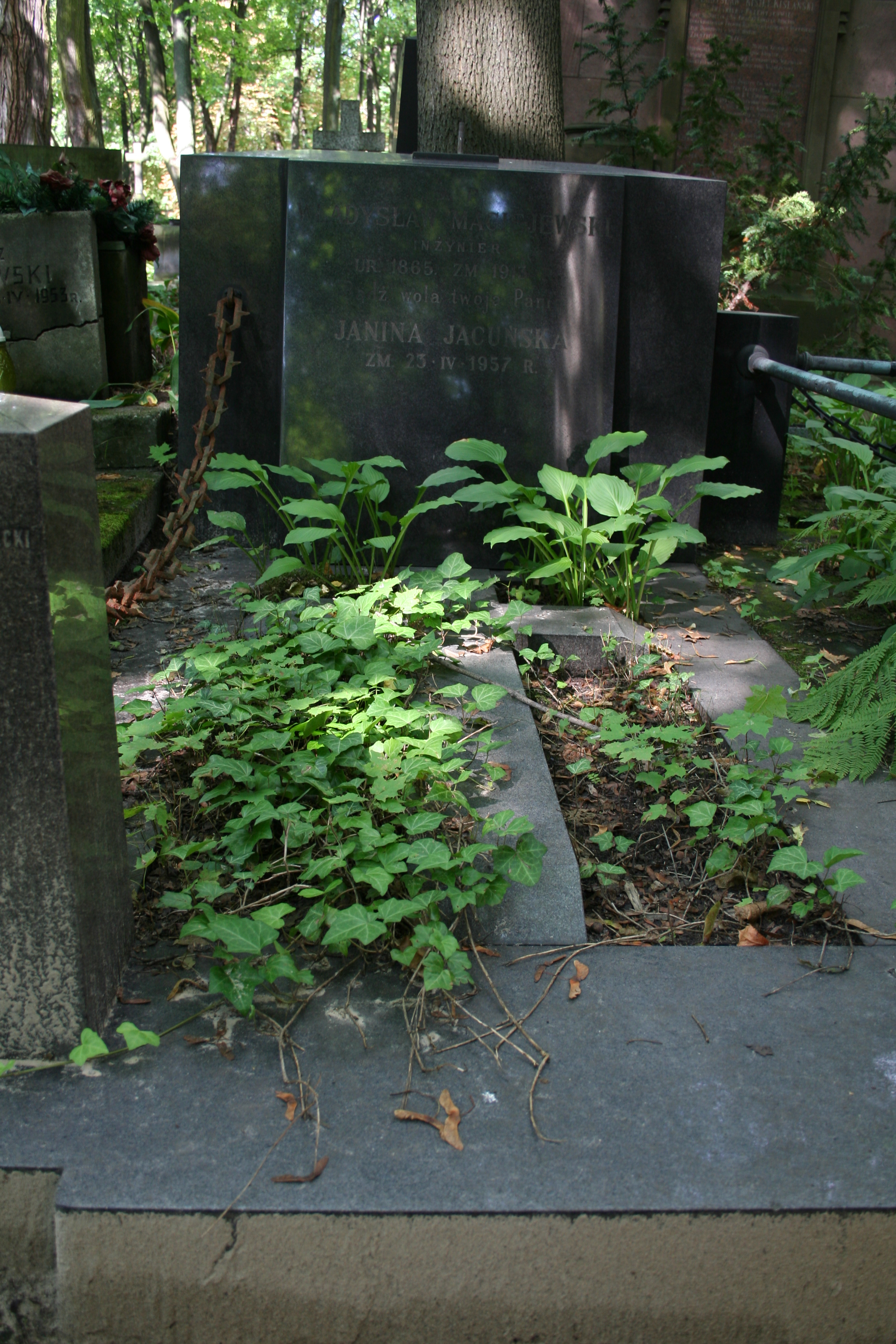
Grób Władysława Maciejewskiego na warszawskim cmentarzu Powązkowskim

Władysław Franciszek Maciejewski (ur. 5 lutego 1864 w Wilnie, zm. 12 listopada 1913 w Warszawie) – polski inżynier, konstruktor kotłów parowych.

## Życiorys
Ukończył w 1881 roku szkołę realną w Warszawie. W latach 1881–1882 studiował na Wydziale Inżynieryjnym Politechniki Ryskiej, a następnie (dyplom z wyróżnieniem) na Wydziale Mechanicznym (1882–1887). W czasie studiów był aktywnym działaczem korporacji studenckich: został przyjęty do Arkonii w 1881 roku (nr ew. 206), wystąpił w 1883 roku, był jednym ze współzałożycieli Welecji w tymże roku.
Po studiach pracował jako konstruktor, a później dyrektor techniczny w firmie „Fitzner i Gamper” w Warszawie, Rydze i Sosnowcu (w latach 1889–1908). Był założycielem i kierownikiem Fabryki Przewodów Rur(k)owych „Comensator”, autorem wynalazków i patentów, m.in. kotła wodnorurkowego (Grand Prix na Wystawie Światowej w Paryżu w 1900 roku) oraz kotła o płomienicach falistych. Był również autorem wielu artykułów w prasie fachowej i wykładowcą w Średniej Szkole Mechaniczno-Technicznej M. Mittego znanej później pod nazwą Szkoły Wawelberga i Rotwanda.

## Życie rodzinne
Władysław Maciejewski był synem Karola i Michaliny z domu Francuzowicz. Miał 3 siostry: Zofię Michalinę (której zięciem był Leszek Majewski, a prawnukami –  m.in. Krzysztof Luft i Bogumił Luft), Marię Jadwigę (która wyszła za Mieczysława Pfeiffera, syna Stanisława Pfeiffera) i Janinę. Najstarsza córka Marii i Mieczysława Pfeifferów, Halina wyszła za Karola Szlenkiera, a kolejna ich córka, Wanda, wyszła za Przemysława Kleniewskiego, syna Jana Kleniewskiego.
Władysław Maciejewski ożenił się 15 lutego 1904 roku w Warszawie z Marią Kazimierą Józefą Jacuńską, siostrą m.in. Janiny Szymańskiej, m.in. siostrą cioteczną Anny Podgórskiej.
Zmarł w 1913 roku, spoczywa na cmentarzu Powązkowskim w Warszawie (kwatera Z-III-4).